# Clausophyes laetmata
Clausophyes laetmata är en nässeldjursart som beskrevs av Grace Odel Pugh och Pagès 1993. Clausophyes laetmata ingår i släktet Clausophyes och familjen Clausophyidae.
Artens utbredningsområde är Södra Ishavet. Inga underarter finns listade i Catalogue of Life.